# 肌腱病變
肌腱病變（英語：tendinopathy）又稱肌腱病、肌腱变性，旧称肌腱炎，是一種肌腱的疾患，可造成疼痛、局部腫脹、與功能障礙。典型的疼痛會隨著肢體動作而變得明顯。好發於肩、肘、腕、髖、膝、踝等關節附近。
病因可為損傷或重複性動作。高風險族群包含勞工、音樂家、運動員等。較少見的原因包含有：感染、關節炎、痛風、甲狀腺疾病、糖尿病。診斷通常依據症狀、理學檢查、偶爾加上醫學影像檢查。受傷幾週後發炎會大幅減少，後續潛在問題則與肌腱細纖維虛弱或破裂有關。
治療可包含休息、非類固醇消炎止痛藥、副木、和物理治療，偶爾採用類固醇注射、手術等方式。80%的病人在六個月內改善。肌腱病變是一個相對常見的疾病。年長者更常受到影響。肌腱病變可導致勞動力的大量損失。

## 症狀
症狀包括觸診壓痛和疼痛，尤其是在運動或活動的時候。

## 病因
病因可能包括損傷或重複性的動作，比如打網球 。高危險群包括從事勞力工作的人、音樂家、運動員。較少見的原因包括感染、關節炎、痛風、甲狀腺疾病、糖尿病。肌腱受傷可能癒合不良。
奎諾酮類抗生素可增加肌腱炎和肌腱破裂的風險。2013年的一項研究發現，服用氟奎諾酮類藥物的人當中，肌腱損傷的發生率在0.08％至0.2％之間。氟奎諾酮類藥物最常影響下肢的大型負重肌腱，尤其跟腱大約佔了肌腱破裂病例中的30％至40％。

### 類型
- 跟腱炎（英语：Achilles tendinitis）
- 鈣化性肌腱炎（英语：Calcific tendinitis）
- 髕肌腱炎（英语：Patellar tendinitis）（跳躍膝）
- 旋轉袖肌腱炎
- 肱二頭肌肌腱炎
- 肱骨外上髁炎（網球肘）
- 肱骨內上髁炎（英语：Golfer's elbow）（高爾夫球肘）
- 鵝足肌腱炎（英语：Pes anserinus (leg)#Clinical significance）

## 病生理機轉
截至2016年，對肌腱病變的病生理機轉還是所知有限；雖然發炎反應看起來佔有一定角色，但是還不了解組織結構變化、肌腱功能、疼痛之間的關係，目前存在的幾種機轉理論模型都沒有被完全認可或否定。發炎的分子機制包括釋放發炎性細胞激素，例如IL-1β，會降低人類肌腱細胞第一型膠原蛋白信使核糖核酸的表現並導致肌腱細胞外基質降解。
其多重因素理論可包括：超過負荷的拉扯、破壞肌腱細胞膠原蛋白的合成、過度負荷導致的局部缺血、神經芽體增生、熱損傷、適應性壓擠反應。肌腱束的腱內滑動和肌腱束界面處的剪力可能是發展肌腱病變和導致容易斷裂的重要力學因素。肥胖症（更具體是指脂肪組織）也與肌腱病變的發病率增加有關。
然而這種情況最普遍接受的原因是內外在因素都有關聯的過度使用症候群，可導致進行性的影響或原有修復反應失靈。肌腱病變涉及細胞凋亡、基質解體、血管新生。
「肌腱退化」的典型特徵包括膠原基質的退化性變化、細胞過度增生、血管過度增生、發炎細胞缺乏，這些特徵挑戰「肌腱炎」這個原始誤稱。
組織學發現包括肉芽組織、微破裂、退化性變化、沒有傳統的發炎現象，因此可用「外肘肌腱病變或肌腱退化」取代「肱骨外上髁炎」這個名稱。
肱骨外上髁炎組織檢查顯示非發炎性組織，因此專業術語採用「血管纖維母細胞性肌腱退化」（英語：angiofibroblastic tendinosis）。
有肌腱病變的肌腱培養發現第三型膠原蛋白產量增加。
外肘縱切超音波圖顯示伸肌肌腱增厚和異質性，與肌腱退化的表現一致，超音波顯示鈣化、質內撕裂、外上髁明顯的不規則。儘管常用「上髁炎」一詞來描述這個疾病，但大多數組織病理學研究均未發現急性或慢性的發炎證據。組織學研究表示這種情況起因於肌腱的退化，導致正常組織被失序排列的膠原蛋白所替代。因此該病比較適合稱作「肌腱退化」或「肌腱病變」，而不是「肌腱炎」。
彩色都卜勒超音波可顯示肌腱的結構變化，其血流強度和低迴波區可對應到位於伸肌肌肉起點疼痛處。
過度負荷所誘發的非破裂性肌腱病變與下列狀況相關：第三型膠原蛋白比例增加（相對於第一型膠原蛋白）、膠原纖維管徑變小、肌腱細胞外基質膠原束彎曲變形、肌腱細胞及其細胞核彎曲變形。

## 診斷

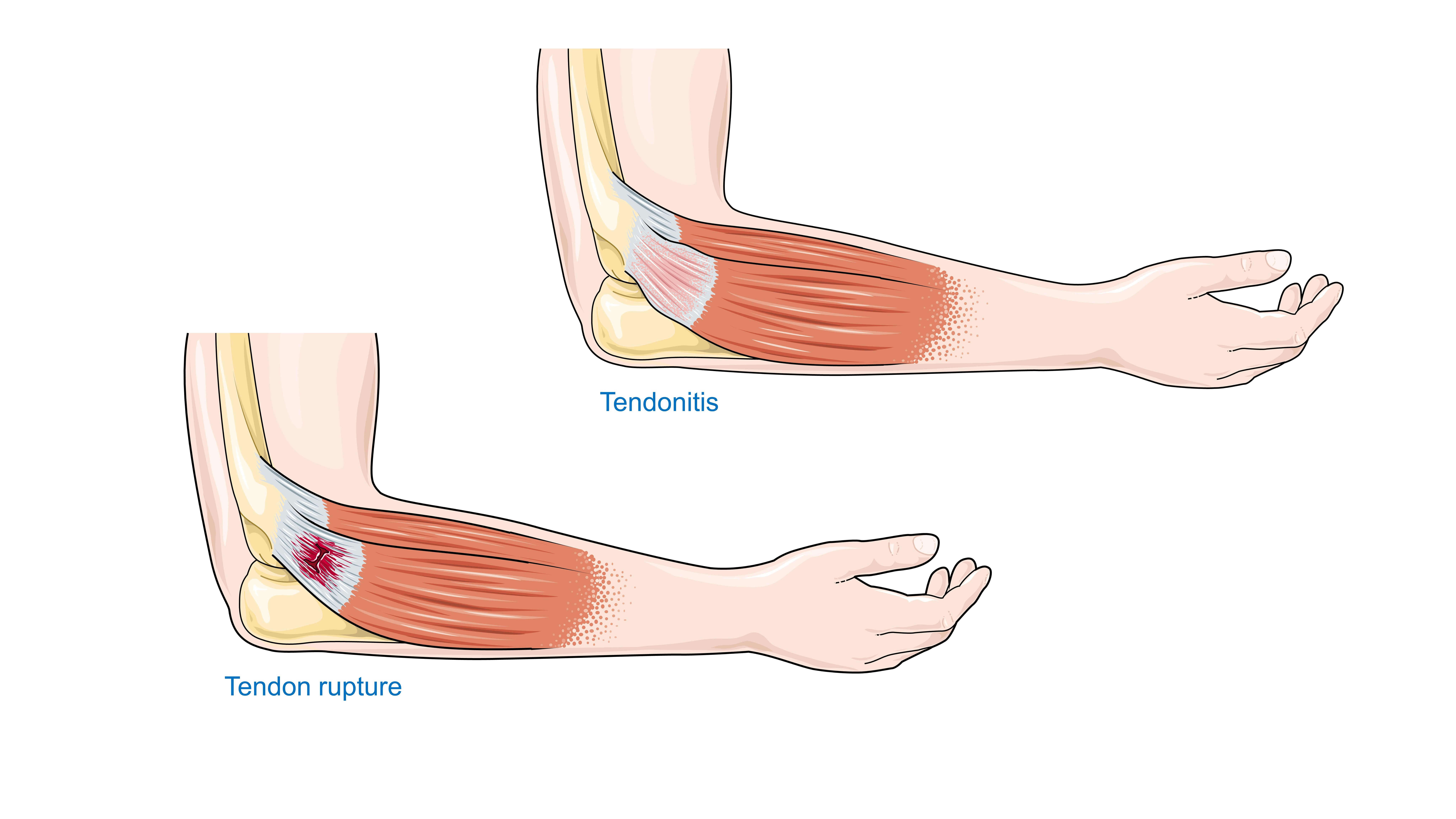
肌腱炎與肌腱破裂的圖解說明

不同病例的症狀差異可以很大，從痠痛或疼痛、局部關節僵硬、到發炎肌腱周圍整個關節的灼熱感。某些情況下，腫脹會伴隨局部發熱和發紅，關節周圍可能出現可見的硬塊，此時關節活動期間和活動後疼痛通常會加劇，次日肌腱拉緊肌肉時，肌腱和關節區域變得僵硬。許多病患表示生活壓力與初期的疼痛有關。

### 醫學影像
超音波檢查可用於評估組織拉傷以及其他機械特質。
超音波檢查因其價格合理、安全性高、檢查速度快而變得越來越流行。超音波可以用於組織成像，音波也能提供組織機械狀態的相關資訊。

## 治療
肌腱損傷大部分採用保守治療。

### 非類固醇消炎止痛藥
非類固醇消炎止痛藥可用於短期緩解疼痛，對長期結果沒有太大改變。其他類型的止痛藥，如乙醯胺酚，可能有類似效用。

### 類固醇
目前尚無證據顯示類固醇注射具有長期的益處，但短期內比非類固醇消炎止痛藥更有效。類固醇注射似乎對旋轉袖肌腱炎沒有什麼幫助。使用類固醇常被擔心可能產生負面影響。

### 其他注射
沒有足夠證據建議常規例行使用各種注射療法（自體血、高濃度血小板血漿、去蛋白血液透析液、抑肽酶、多硫酸化醣胺聚醣、皮膚纖維母細胞等）治療跟腱肌腱病變。截至2014年，尚無足夠的證據支持注射高濃度血小板血漿來治療肌肉骨骼軟組織損傷，例如韌帶、肌肉、肌腱的撕裂傷和肌腱病變。

## 預後
病情初步改善通常在2到3個月內，完全康復通常在3到6個月內。大約80％的病患在12個月內完全康復。

## 流行病學
肌腱損傷及其導致的肌腱病變佔運動相關醫師和肌肉骨骼醫事人員的諮詢病例可達30％。肌腱病變最常見於運動員，無論是受傷前或受傷後，但是非運動員和久坐的民眾也越來越普遍，比如在一個以一般民眾為基礎的研究中，發現多數跟腱肌腱病變的病例並未與其體育活動有關。在另一個研究中，從1979-1986年到1987-1994年跟腱肌腱病變發病率增加了六倍。旋轉袖肌腱病變發生率從0.3％到5.5％不等，年盛行率介於0.5％到7.4％之間
。

## 專業術語
「肌腱炎」是一個非常普遍使用但容易被誤解的專業術語。根據定義，後綴「炎」表示「發炎」。發炎是人體對組織損傷的局部反應，其中涉及紅血球、白血球、使損傷部位血管擴張的血液蛋白。肌腱是相對缺乏血管的。皮質類固醇是抑制發炎的藥物，可短期緩解慢性肌腱病變的疼痛並改善功能與減少腫脹，但是長期復發的風險會增加。皮質類固醇通常與少量稱為利多卡因的麻醉藥一起注射。研究顯示注射皮質類固醇後的肌腱較為脆弱。肌腱炎仍然是非常普遍的診斷，儘管越來越多的研究認為這些肌腱炎常常其實是肌腱退化。
解剖學上相近但不同的狀況有：
- 著骨點炎，著骨點的發炎，位於肌腱或韌帶附著在骨頭的部位[49][50]。它與HLA-B27關節病變相關，例如僵直性脊椎炎、乾癬性關節炎、反應性關節炎[51][52]。
- 骨突炎（英语：Tubercle_(bone)#Apophysitis），骨接點的發炎，通常與成長中的兒童過度使用該部位有關[53][54][55]。

## 研究
在壓痛最明顯的範圍使用一氧化氮遞送系統（硝酸甘油藥布）可減輕疼痛並增加關節活動度與肌力。
離心訓練可能是有潛力的治療方式，運動時肌肉同時用力與被拉長。

## 其他動物
屈腱炎是馬術師用來表示肌腱炎和肌腱退化的術語，最常見於馬前腿的淺指屈肌肌腱。
來自馬的骨髓或脂肪的間充質幹細胞可用於修復馬的肌腱。

## 备注
1. ↑  以往“过劳性肌腱病”被称为肌腱炎（tendinitis），“itis”表示病理为炎症。但，手术活检肌腱病变的组织样本，常没有发现炎症细胞。现在的共识是：肌腱病本质上是反复过度使用引起的退行性病变，而不是炎症性病变。因此“肌腱炎”已不再是优选术语，而“肌腱病”和“肌腱变性”更常用[7][8]。